# Liste der Monuments historiques in La Jard
Die Liste der Monuments historiques in La Jard führt die Monuments historiques in der französischen Gemeinde La Jard auf.

## Liste der Bauwerke
| Bezeichnung       | Beschreibung                  | Standort | Kennzeichnung | Schutzstatus | Datum | Bild           |
| ----------------- | ----------------------------- | -------- | ------------- | ------------ | ----- | -------------- |
| Kirche St-Jacques | Erbaut im 12./13. Jahrhundert | (Lage)   | PA00104770    | Inscrit      | 1967  | weitere Bilder |